# Нагель (деталь)

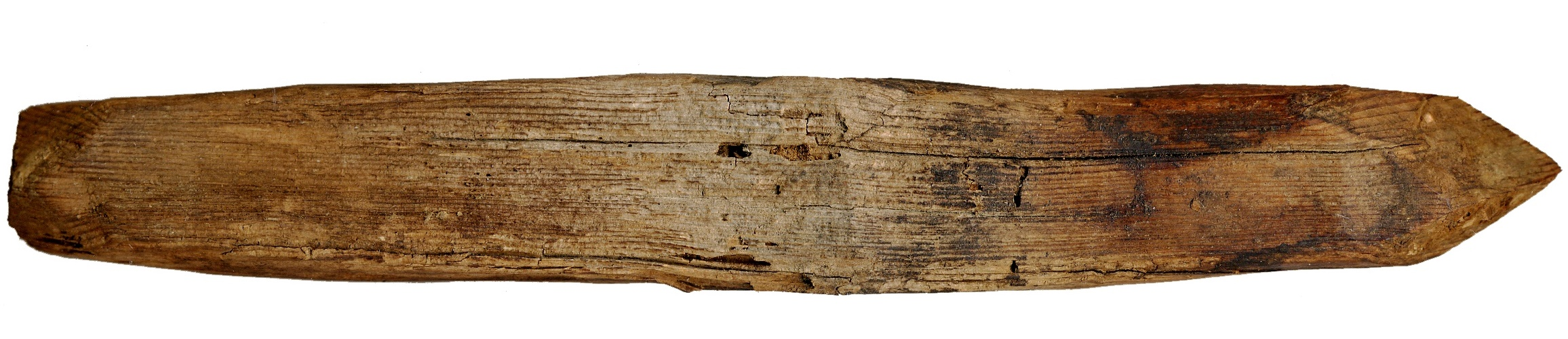
Деревянный гвоздь (Holznagel), около 1600 года, Австрия

На́гель (от нем. Nagel и от нидерл. nаgеl — «деревянный гвоздь, особенно в кораблестроении») — крепёжное изделие в виде крупного деревянного гвоздя. Первый экземпляр найден в Лихтенштейне.
Грунтовый нагель — это геотехническая конструкция, применяемая для обеспечения устойчивости откосов и склонов, устраиваемая горизонтально (или наклонно) без дополнительного натяжения.

## Описание
В строительстве нагель используют в соединении брёвен или бруса.
Грунтовые нагели применяются для решения геотехнических задач. Выполняется группа грунтовых нагелей — нагельное крепление (нагельное поле). Нагели механически скрепляют неустойчивый массив грунта с подстилающими устойчивыми породами, препятствуя развитию деформаций склона. По поверхности склона устраивается покровная система (например, высокопрочная стальная сетка), которая закрепляется на выпусках грунтовых нагелей. Покровная система препятствует смещениям на поверхности склона и не допускает вывалов грунта в межнагельном пространстве. В случае закрепления скального массива — предотвращает падение камней со склона.